# Euphorbia obovata
Euphorbia obovata är en törelväxtart som beskrevs av Joseph Decaisne. Euphorbia obovata ingår i släktet törlar, och familjen törelväxter. Inga underarter finns listade i Catalogue of Life.